# Personal Recollections of Joan of Arc
Personal Recollections of Joan of Arc, by the Sieur Louis de Conte (que nas traduções portuguesas costuma se intitular simplesmente Joana D’Arc)  é um romance biográfico de 1896 de Mark Twain que narra a vida de Joana D'Arc. É o último romance concluído por Twain, publicado quando tinha 61 anos.
O romance é apresentado como uma tradução das memórias de Louis de Conte, uma versão ficcionalizada de Louis de Contes, pajem de Joana D'Arc. O romance divide-se em três seções de acordo com o desenvolvimento de Joana D'Arc: uma jovem em Domrémy, uma comandante do exército de Carlos VII da França e uma ré num julgamento em Rouen.
Originalmente, o romance foi publicado como folhetim na Harper's Magazine a partir de abril de 1895. Twain, cônscio de sua reputação como um cômico, pediu que os capítulos aparecessem anonimamente para que os leitores levassem o texto a sério. Apesar disso, sua autoria logo se tornou conhecida, e a edição em livro publicada pela Harper & Brothers em maio de 1896 citou o nome de Mark Twain.
Em contraste com o estilo satírico habitual, Twain se entrega aqui a efusões românticas, prolixas, sentimentais e patéticas. De seus três romances históricos – O Príncipe e o Pobre, Na Corte do Rei Artur e Joana D’Arc – este é o mais ambicioso e o menos satírico. Twain considerava-o sua melhor e mais importante obra, embora os críticos não costumem concordar.
Mark Twain estudou profundamente a literatura especializada disponível. Os fatos biográficos sobre a vida de Joana D’Arc, bem como o processo histórico, são em grande parte autênticos. Alguns personagens fictícios inseridos (Conte, Rainguesson, o Paladino) e alguns episódios claramente inventados ocasionalmente revelam o “velho” Mark Twain, que porém normalmente desaparece sob a massa do material histórico.

Por toda a obra Twain deixa transparecer, através da figura do narrador, Louis de Conte, sua admiração, sua paixão, seu entusiasmo por essa jovem singular, “a única pessoa, de ambos os sexos, que deteve o comando supremo das forças militares de uma nação aos dezessete anos”, segundo a epígrafe de Louis Kossuth no início do livro, a Virgem de Orleans, libertadora da França, "o Patriotismo corporificado, concretizado, encarnado, e palpável ao tato e visível ao olho", cujos “olhos eram profundos, expressivos e maravilhosos, além de qualquer coisa meramente terrestre. Falavam todas as línguas – não precisavam de palavras”,  a qual, contra todas as probabilidades, conseguiu convencer o rei a torná-la comandante suprema das tropas francesas, liderou o até então desmoralizado exército francês por uma série de vitórias relâmpago surpreendentes contra as forças de ocupação inglesas, mas acabou caindo prisioneira da facção inimiga dos borguinhões, sendo vendida aos ingleses, condenada como herege num processo infame, em que se lançou mão de todo tipo de golpe baixo para subjugá-la, abandonada pelo rei que nenhuma palha moveu para salvá-la do martírio, tudo isso para, um quarto de século depois, ser reabilitada ainda sob o reinado do mesmo Carlos VII e, quatro séculos depois, canonizada. “Seja o que for que o homem chame de grandioso, procura em Joana D’Arc, e lá acharás.
Em 2010 a Editora Farol lançou uma edição em quadrinhos com 72 páginas.